# (5295) Masayo
(5295) Masayo est un astéroïde de la ceinture principale.

## Description
(5295) Masayo est un astéroïde de la ceinture principale. Il fut découvert le 5 février 1991 à Kani par Yoshikane Mizuno et Toshimasa Furuta. Il présente une orbite caractérisée par un demi-grand axe de 3,15 UA, une excentricité de 0,09 et une inclinaison de 6,3° par rapport à l'écliptique.

## Compléments